# Sound and Fury
Sound and Fury ist ein US-amerikanischer Dokumentarfilm von Josh Aronson, in dem es um zwei Familien geht, deren Kinder einen Hörverlust haben: Ein Cochlea-Implantat würde den Kindern das Hören ermöglichen, sie allerdings um deren etablierte Rolle in der Gehörlosenkultur bringen. Der im Jahr 2000 entstandene Film wurde als Bester Dokumentarfilm u. a. für die Oscarverleihung 2001 nominiert.

## Handlung
Die Handlung stellt die Entwicklungen der Familienmitglieder dar und diskutiert deren Moralität.
Die Dokumentation begleitet zwei Familien: In der Familie von Peter Artinian, seiner Ehefrau Nita und seinen drei tauben Kindern entscheidet sich die Tochter Heather für ein Cochlea-Implantat, was Peter ablehnt. Nita befürwortet den Eingriff zuerst, wechselt aber später die Meinung: „We're afraid that the cochlear implant will change her identity“ (Wir befürchten, dass das Cochlear-Implantat ihre Identität verändert).
In der Familie von Chris Artinian, Peters Bruder, und Ehefrau, beide hörend, wird festgestellt, dass der neugeborene Sohn ohne Hörvermögen lebt, die Eltern befürworten das Einsetzen eines Implantats. 
Letztlich entscheidet sich die Familie um Peter Artinian gegen Implantate, die Familie von Chris dafür.

## Sound and Fury: 6 Years later
In der Fortsetzung, 6 Jahre später, wird Heather gezeigt, die, zusammen mit ihren Geschwistern und ihrer Mutter, inzwischen doch ein Implantat trägt. Sie hat sowohl Personen, die hören können, als auch taube Personen im Freundeskreis.

## Auszeichnungen
Gewonnen
- 2000: „Meinungsfreiheitspreis“ des National Board of Review
- 2000: „Golden Spire“ des San Francisco International Film Festivals
- 2000: „Bester Dokumentarfilm“ des St. Louis International Film Festivals

Nominiert
- 2000: Beste Regie – Dokumentarfilm des Sundance Film Festivals
- 2000: „Gold Hugo“ des Chicago International Film Festival
- 2000: „ACCA“ der Awards Circuit Community Awards
- 2001: „Bester Dokumentarfilm“ des Independent Spirit Awards
- 2001: Bester Dokumentarfilm für die Oscarverleihung 2001